# Song Meiling
Song Meiling (宋美齡T, 宋美龄S, Sòng MěilíngP, Sung Mei-lingW, in contesto anglosassone anche Soong May-ling o Mayling; Shanghai, 5 marzo 1898 – New York, 23 ottobre 2003), nota anche come madame Chiang Kai-shek o Chiang Mei-ling, è stata la moglie del Generalissimo e presidente della Repubblica di Cina Chiang Kai-shek.
Fu la più giovane e l'ultima sopravvissuta delle sorelle Song, che ebbero ruoli significativi nella storia della Cina.

## Biografia
Song Meiling nacque a Shanghai, nel distretto di Hongkou, il 5 marzo 1898, sebbene alcune biografie riportino come anno di nascita il 1897, in quanto la tradizione cinese ritiene che, alla nascita, si abbia già un anno di vita. Fu la quarta dei sei figli di Ni Kwei-tseng e Charlie Soong, ricco uomo d'affari ed ex missionario metodista proveniente da Hainan. Tra i suoi familiari si ricordano le sorelle maggiori Ai-ling (la più anziana) e Qingling, il fratello maggiore Tse-ven e i fratelli minori Tse-liang (T.L.) e Tse-an (T.A.).
Song Meiling parlava correntemente l'inglese, avendo vissuto per diversi anni negli Stati Uniti, dove si laureò al Wellesley College. Sposò Chiang Kai-shek il 1º dicembre 1927. Fu una figura significativa nel panorama politico della Repubblica di Cina e ricoprì anche la carica di preside dell'Università Cattolica Fu Jen. Promosse la lobbying cinese a Washington: nel 1949 avrebbe sostenuto Henry Luce, Walter Judd e Richard Nixon nelle accuse al segretario di Stato Dean Acheson di non aver saputo contrastare l'ascesa di Mao nella Cina continentale.
Era considerata dal giornalista britannico Jonathan Fenby la donna più potente del mondo nei primi anni Quaranta, mentre Ernest Hemingway la paragonò a una "imperatrice della Cina". Rientrò nella Repubblica Popolare Cinese una sola volta dopo il 1949, quando nel 1981 le autorità di Pechino le concessero di partecipare ai funerali della sorella Song Qingling, vedova di Sun Yat-sen, il fondatore e "padre" della Repubblica di Cina. 
Quando nel 1975 il maritò morì, il potere passò al figlio Chiang Ching-kuo, nato da un precedente matrimonio e con il quale Madame Chiang aveva pessime relazioni, per cui l'ex first lady preferì trasferirsi nella sua tenuta di Lattingtown, vasta 14.6 ettari. Durante il suo esilio statunitense trascorse le estati a Wolfeboro, nel New Hampshire, dove possedeva una dimora. Dovette inoltre affrontare vari problemi di salute: le fu diagnosticato per la prima volta il cancro al seno proprio nel 1975 e subì due mastectomie a Taiwan; inoltre, le venne rimosso un tumore ovarico nel 1991.
Nel 1988, dopo la morte di Chiang Ching-kuo, tornò temporaneamente a Taiwan nel tentativo di rinsaldare l'unione tra i suoi vecchi alleati e continuare a giocare un ruolo politico influente; tuttavia, il nuovo presidente Lee Teng-hui si dimostrò più abile di quanto lei avesse pensato e riuscì a marginarizzarla, per cui Madame Chiang tornò negli USA. Nel 1995 fece una rara apparizione pubblica quando partecipò a un ricevimento tenuto in suo onore a Capitol Hill in relazione alle celebrazioni del 50º anniversario della fine della Seconda guerra mondiale. Il 1995 fu anche l'anno dell'ultimo suo viaggio a Taiwan.
In occasione delle elezioni presidenziali taiwanesi del 2000, il Kuomintang diffuse una sua lettera in cui annunciava il proprio appoggio per il candidato del partito Lien Chan, a dispetto dell'indipendente James Soong. Le divisioni tra i nazionalisti risultarono decisive per la vittoria del progressista democratico Chen Shui-bian. All'età di 103 anni, organizzò un'esposizione pubblica di tutti i suoi quadri cinesi, a cui partecipò personalmente. Morì serenamente nel 2003, all'età di 105 anni, mentre dormiva nel suo appartamento sito all'Upper East Side di Manhattan, che aveva acquistato tre anni prima. I suoi resti furono sepolti nel cimitero Ferncliff di Hartsdale in attesa di un'eventuale sepoltura congiunta col marito, che invece riposa nel mausoleo di Cihu.